# Elecciones municipales de Somalilandia de 2012
Las elecciones municipales se llevaron a cabo en Somalilandia el 28 de noviembre de 2012. Dos de los partidos existentes, Por Justicia y Bienestar y el Partido Paz, Unidad y Desarrollo Kulmiye disputaron las elecciones junto con cinco asociaciones políticas recién registradas.

## Resultados
|  | 30.19 % |

|  | 20.20 % |

|  | 12.96 % |

|  | 11.68 % |

|  | 10.31 % |

|  | 9.15 % |

|  | 5.51 % |

## Consecuencias
De acuerdo con la Constitución de Somalilandia, solo los 3 mejores partidos en las elecciones se convierten en partidos legales y se les permite participar en las elecciones durante los próximos 10 años. Los partidos KULMIYE y UCID mantuvieron su estatus de partido obtenido por primera vez en 2002 y Waddani se convirtió en el partido más nuevo del país, habiendo quedado en segundo lugar en las elecciones. Todas las demás asociaciones políticas se disolvieron posteriormente y sus representantes electos se unieron a los partidos oficiales.